# Học viện Kịch nghệ Hoàng gia
Học viện Kịch nghệ Hoàng gia (tên gốc tiếng Anh: Royal Academy of Dramatic Art, hay còn được viết tắt là: RADA) là trường dạy nghệ thuật diễn xuất tại London, Anh Quốc. Trường được Herbert Beerbohm Tree thành lập năm 1904 và là một trong số những trường nghệ thuật lâu đời và uy tín nhất nước Anh.
RADA là một trường liên kết của Conservatoire for Dance and Drama. Giải thưởng giáo dục đại học của nó được xác nhận bởi King's College London (King's) và sinh viên của nó tốt nghiệp cùng với các thành viên của các khoa tạo thành Khoa Nghệ thuật & Nhân văn của King's. Nó có trụ sở tại khu vực Bloomsbury của Trung tâm London, gần khu phức hợp Thượng viện của Đại học London.
Sinh viên đại học đủ điều kiện cho vay sinh viên chính phủ thông qua Conservatoire cho Dance và Drama. RADA cũng có một học bổng và chương trình học bổng đáng kể, cung cấp hỗ trợ tài chính cho nhiều sinh viên tại Học viện.
Giám đốc hiện tại của học viện là Edward Kemp. Chủ tịch là Sir Kenneth Branagh, chủ tịch là Sir Stephen Waley-Cohen và phó chủ tịch của nó là Alan Rickman cho đến khi ông qua đời vào năm 2016.